# Sumberaji (Sukodadi)
Sumberaji is een bestuurslaag in het regentschap Lamongan van de provincie Oost-Java, Indonesië. Sumberaji telt 2380 inwoners (volkstelling 2010).